# Hugo Höfl
Le titre de cet article contient le caractère ö. Là où il n'est pas disponible ou n'est pas souhaité, le nom peut être représenté comme Hugo Hoefl.
Hugo Höfl (16 juin 1878 à Ratisbonne - 13 avril 1957 à Weipertshausen) est un Generalleutnant allemand qui a servi au sein de la Heer dans la Wehrmacht pendant la Seconde Guerre mondiale.
Il a été récipiendaire de la croix de chevalier de la Croix de fer. Cette décoration est attribuée pour récompenser un acte d'une extrême bravoure sur le champ de bataille ou un commandement militaire avec succès.

## Biographie
Hugo Höfl est retiré du service actif en avril 1943.

## Décorations
- Croix de fer (1914)
  - 2e classe
  - 1re classe
- Croix d'honneur
- Agrafe de la Croix de fer (1939)
  - 2e classe
  - 1re classe
- Croix du mérite de guerre avec glaives
  - 2e Classe
- Médaille du Front de l'Est
- Croix de chevalier de la Croix de fer
  - Croix de chevalier le 4 décembre 1941 en tant que Generalleutnant et commandant de la 206. Infanterie-Division[1]